# Iwama Shinshin Aiki
Iwama Shinshin Aiki, auch Iwama Shinshin Aiki Shuren Kai, ist der Name eines Aikidō-Verbandes, den Hitohiro Saitō Sensei begründete. In diesem Verband sind alle organisiert, die sich dem von Hitohiro Saitō vertretenen Dento Iwama Ryū verpflichtet fühlen.
Die Entstehung dieses Verbandes lässt sich nur vor dem Hintergrund der Aikidō-Geschichte in Iwama nachvollziehen: Hitohiro Saitōs Vater Morihiro Saitō war der langjährigste und engste Schüler von Ueshiba Morihei, dem Begründer des Aikidō in der Nachkriegszeit. Saitō Sensei begleitete den Begründer seit 1946 bis zu seinem Tod 1969. Er übernahm nach dem Tod von Ueshiba Morihei auf dessen Geheiß die Leitung des Ibaraki Dōjō in Iwama und die Pflege des Aiki-Jinja, des Schreins in Iwama. Morihiro Saitō sah sich selbst in der Rolle des Bewahrers der Trainingsmethoden und Philosophien des Begründers, was unter anderem auf seinem von Ueshiba Morihei gegebenen Namen Morihiro gründet, welcher "der Bewahrer" bedeutet. Der von ihm auf dieser Grundlage gelehrte Aikidō-Stil wird Iwama Ryū genannt.
Nach dem Tod von Morihiro Saitō trat sein Sohn Hitohiro Saitō die Nachfolge als Oberhaupt des Iwama Ryū in Iwama an. Allerdings folgten zahlreiche Schüler von Morihiro Saitō nach dessen Tod nicht seinem Sohn, sondern sehen sich selbst als offizielle direkte Nachfolger von Morihiro Saitō Sensei. Sie sind unter dem Begriff Iwama Ryū inzwischen im Aikikai organisiert. Am 21. Februar 2004 sah sich Hitohiro Saitō aufgrund von heftigen Differenzen dazu gezwungen, aus dem Aikikai auszutreten, und gründete den unabhängigen Verband Iwama Shinshin Aiki Shurenkai. Um sich von anderen Gruppen zu unterscheiden, die zwar Morihiro Saitō, jedoch nicht mehr ihm folgen, nennt er seinen Aikidō-Stil nun Dento Iwama Ryū, was so viel heißt wie „traditioneller Iwama Stil“.

## Techniken

### Mit Waffen

#### Suburi (素振り)
Suburi sind Übungen, um den Schüler mit den Schwert- und Stocktechniken und den Grundbewegungen vertraut zu machen. Sie bilden die Basis für Kata und andere Übungsformen.
Suburi mit dem Jo:
- Tsuki: choku tsuki, kaeshi tsuki, ushiro tsuki, tsuki gedan gaeshi, tsuki jodan gaeshi
- Uchikomi: shomen uchi komi, renzoku uchi komi, men uchi gedan gaeshi, men uchi ushiro tsuki, gyaku yokomen ushiro tsuki
- Katate: katate gedan gaeshi, toma katate uchi, katate hachi no ji gaeshi
- Hasso-Gaeshi: hasso gaeshi uchi, hasso gaeshi tsuki, hasso gaeshi ushiro tsuki, hasso gaeshi ushiro uchi, hasso gaeshi ushiro barai
- Nagare: hidari nagare gaeshi uchi, migi nagare gaeshi tsuki

Suburi mit dem Bokken
Davon gibt es 7 Stück, diese sind von 1–7 durchnummeriert.

#### Kata (形)
Kata sind feste Bewegungsabläufe die den Schüler mit den Waffen vertraut machen sollen.
Jo-Kata
- Ju-San-no-jo-kata (13er Kata)
- San-ju-ichi-no-jo-kata (31er Kata)

#### Partnerformen (形)
- Jo Awase und Ken Awase (Training des Timings, Harmonisierung der Bewegung mit dem Partner)
- Kumi Jo und Kumi Tachi (Training der Kampfsituation Stock-Stock und Schwert-Schwert)
- Ken Tai Jo (Training der Kampfsituation Stock-Schwert)
- 31 Kata Kumi Jo (Partnerform der o. g. Kata)
- 13 Kata Jo Awase (Awase Partnerform der o. g. Kata)

### Ohne Waffen
Die Techniken ohne Waffen sind die eigentlichen Selbstverteidigungstechniken des Aikido.
Sie sollen den Schüler in eine Lage versetzen, in einer bedrohlichen Situation handlungsfähig zu bleiben,
und gegebenenfalls den Angreifer zu Boden zu werfen, festzuhalten oder einem ausreichend Vorsprung für die Flucht zu verschaffen.

#### Grundübungen
- Tai no henkō (Kihon und Ki no Nagare)
- Kokyū-Hō (Morote-Dori und Suwari-Waza)